# Teutamus
Teutamus is een geslacht van spinnen uit de familie bodemzakspinnen (Liocranidae).

## Soorten
De volgende soorten zijn bij het geslacht ingedeeld:
- Teutamus andrewdavisi Deeleman-Reinhold, 2001
- Teutamus christae Ono, 2009
- Teutamus fertilis Deeleman-Reinhold, 2001
- Teutamus jambiensis Deeleman-Reinhold, 2001
- Teutamus politus Thorell, 1890
- Teutamus rhino Deeleman-Reinhold, 2001
- Teutamus rothorum Deeleman-Reinhold, 2001
- Teutamus vittatus Deeleman-Reinhold, 2001